# 千代田区立昌平小学校
千代田区立昌平小学校（ちよだくりつ しょうへいしょうがっこう）は、東京都千代田区外神田3丁目にある区立小学校。

## 概要
- 本校は、千代田区立小学校14校を8校にする再編計画により、淡路小学校と芳林小学校を統合し、新たに開校した[1]。

## 沿革
- 1993年（平成5年）
  - 4月1日 - 学校設置条例の改正に伴い、東京都千代田区立昌平小学校開校。開校時点では、校舎建替中のため、旧淡路小学校校舎を使用した。開校時点の学級数12学級、児童数は男子157名、女子140名の計297名。
  - 11月19日 - この日から21日まで、校歌・校章制定記念学芸会開催。
  - 11月21日 - 校歌・校章を制定し、この日（11月21日）を開校記念日と定めた。
- 1996年（平成8年）
  - 9月28日 - 新校舎（旧芳林小学校跡地）落成式挙行。
  - 9月30日 - 新校舎での授業開始。
- 2002年（平成14年）11月29日 - 夢の課外授業（巨人軍(当時)工藤公康投手）開催。
- 2003年（平成15年）
  - 2月25日 - 千代田区ブロードバンドスクール特別授業（講師:ビル・ゲイツ）。
  - 8月21日 - この日と翌日の2日間、ブロードバンドスクールサマーキャンプ2003開催。
  - 11月21日 - 開校10周年を祝う会挙行。
- 2005年（平成17年）1月27日 - 夢の課外授業（巨人軍(当時)仁志敏久内野手）開催。
- 2006年（平成18年）12月13日 - 夢の課外授業（ヤクルト軍五十嵐亮太投手）開催。
- 2008年（平成20年）2月20日 - 夢の課外授業（永井美奈子アナウンサー）開催。
- 2023年（令和5年）1月 - 体育科 体育健康教育推進指定校となる[2]。

## 教育目標
- 進んで学ぶ子（自ら学び、自ら考え、自ら表現する子）
- 思いやりのある子（明るく笑顔で挨拶や返事をする子、相手の気持ちを感じ取れる子）
- 健康な子（運動が好きで体を鍛える子、友達と群れて遊ぶ子）

## 通学区域
出典
特記無きは全域
- 神田駿河台3丁目（2番・4番・6番）
- 神田駿河台4丁目（2番・4番・6番）
- 神田小川町1丁目
- 神田淡路町1丁目
- 神田淡路町2丁目
- 神田須田町1丁目（1番～6番・8番～15番・17番・19番・21番・23番・25番）
- 外神田1丁目
- 外神田2丁目
- 外神田3丁目
- 外神田4丁目
- 外神田5丁目
- 外神田6丁目

小学校の児童数と教員数
| 年度     | 児童総数 | 1年生 | 2年生 | 3年生 | 4年生 | 5年生 | 6年生 | 教員数 | 職員数 |
| -------- | -------- | ----- | ----- | ----- | ----- | ----- | ----- | ------ | ------ |
| 令和元年 | 255人    | 47人  | 33人  | 39人  | 48人  | 44人  | 44人  | 17人   | 1人    |
| 令和2年  | 245人    | 34人  | 46人  | 34人  | 39人  | 48人  | 44人  | 18人   | 1人    |
| 令和3年  | 256人    | 54人  | 34人  | 47人  | 33人  | 40人  | 48人  | 18人   | 1人    |
| 令和4年  | 254人    | 45人  | 54人  | 33人  | 48人  | 33人  | 41人  | 17人   | 1人    |
| 令和5年  | 249人    | 41人  | 44人  | 54人  | 27人  | 49人  | 34人  | 18人   | 1人    |

## 進学先中学校
- 千代田区では、中学校は通学区域を設けず、「学びたい学校・学ばせたい学校」を自由に選ぶことができる学校選択制を実施している。
- なお、本校学区に近い中学校は、千代田区立神田一橋中学校（一ツ橋2丁目6番4号）となる。

## 学校周辺
- 千代田区立昌平幼稚園 - 進学前幼稚園のひとつ。
- 昌平まちかど図書館
  - 上記2施設は、同一建物内にある。
- 千代田区立芳林公園 - 千代田区道をはさんで、敷地が隣接。
- 千代田区立外神田住宅 - 千代田区道をはさんで、敷地が隣接。
- 東京都道452号神田白山線
- 国道17号線 - 東京都道452号線からの間接接続。
- 東京都道437号秋葉原雑司ヶ谷線
- 神田川
- ノーガホテル秋葉原東京
- アパホテル秋葉原駅電気街口
- 神田明神
- 明神会館
- なお、学校周辺には、コンビニやドトールコーヒーなど、中小規模の飲食店も点在する。
- また、本校がある地域は、千代田区北西端に位置するため、文京区や台東区との区境線も近い。

## 交通
- 都営バス「神田明神下」バス停下車後、徒歩約220m・約3分。
- 東京メトロ銀座線末広町駅（出口3）から、徒歩約295m・約4〜5分。
- 秋葉原駅より、
  - JR東日本山手線・京浜東北線・総武線電気街口から、徒歩約565m・約9分。
  - 首都圏新都市鉄道つくばエクスプレス線（西側）出口から、徒歩約670m・約10分。
  - 東京メトロ日比谷線出口2から、徒歩約795m・約12分。
    - なお、学校付近には、東京メトロ千代田線が通るが、学校付近に駅は無い。